# Anisopappinae
 Anisopappinae  Panero, 2005  è una sottotribù di piante angiosperme dicotiledoni della famiglia delle Asteraceae (sottofamiglia Asteroideae e tribù Athroismeae.

## Etimologia
Il nome della sottotribù deriva dal suo genere più importante Anisopappus la cui etimologia deriva da due parole greche: "anisos" (= diseguale) e "pappus" (= il pappo dei frutti di alcune piante).
Il nome scientifico della sottotribù è stato definito dal botanico José L. Panero (1959-) nella pubblicazione " Phytologia; Designed to Expedite Botanical Publication. New York" ( Phytologia 87(1): 5) del 2005.

## Descrizione

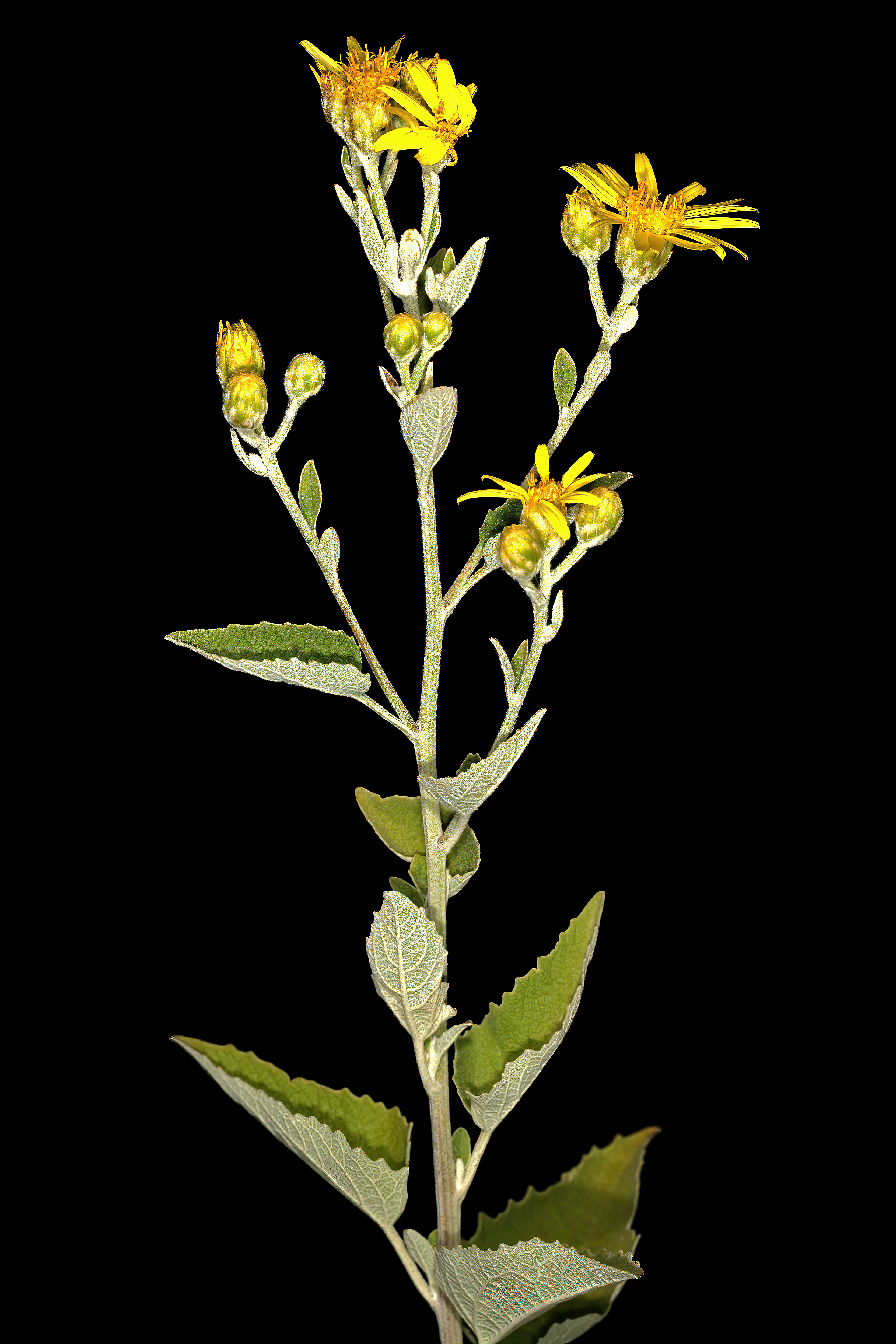
Il portamento
Anisopappus junodii

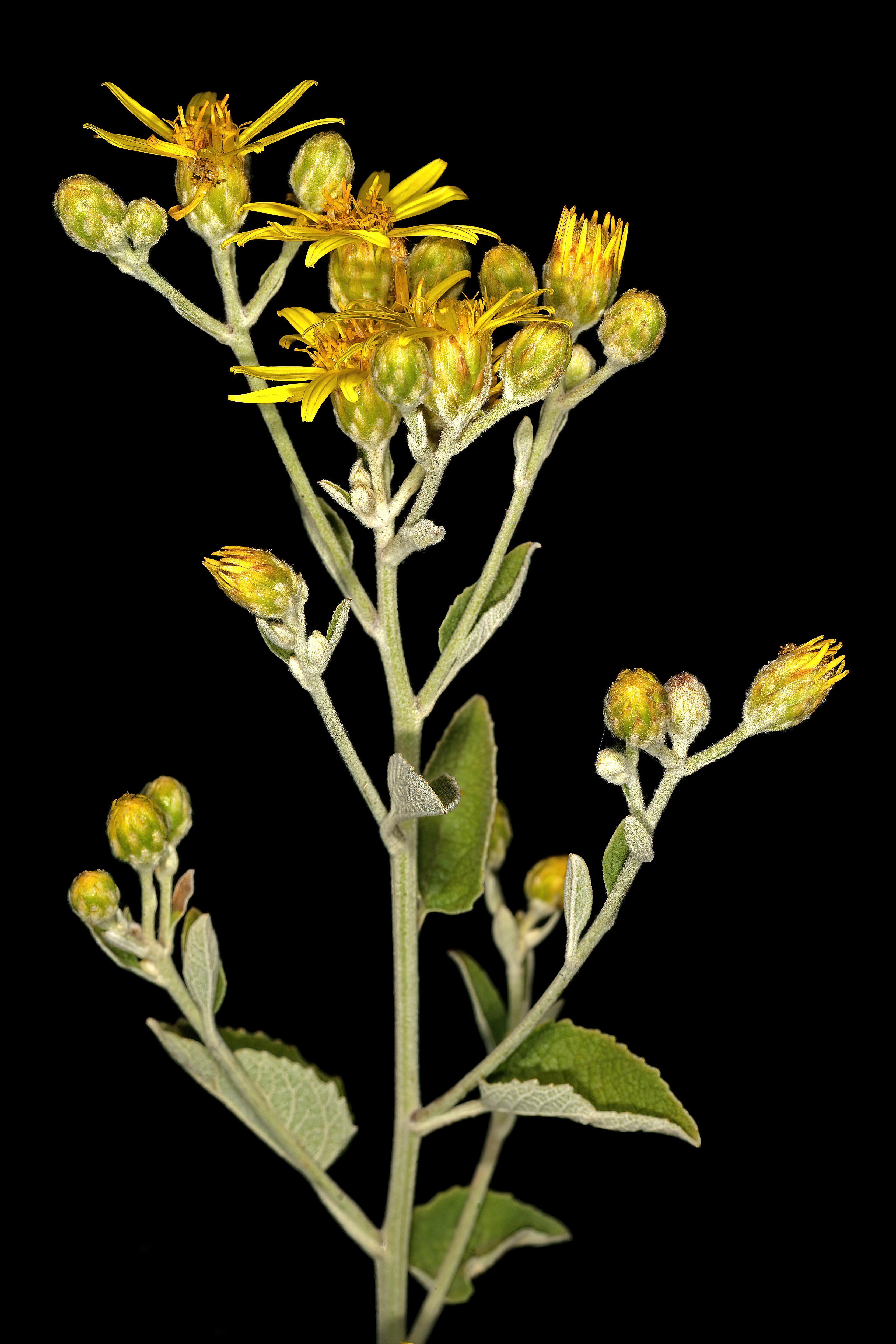
Infiorescenza
Anisopappus junodii

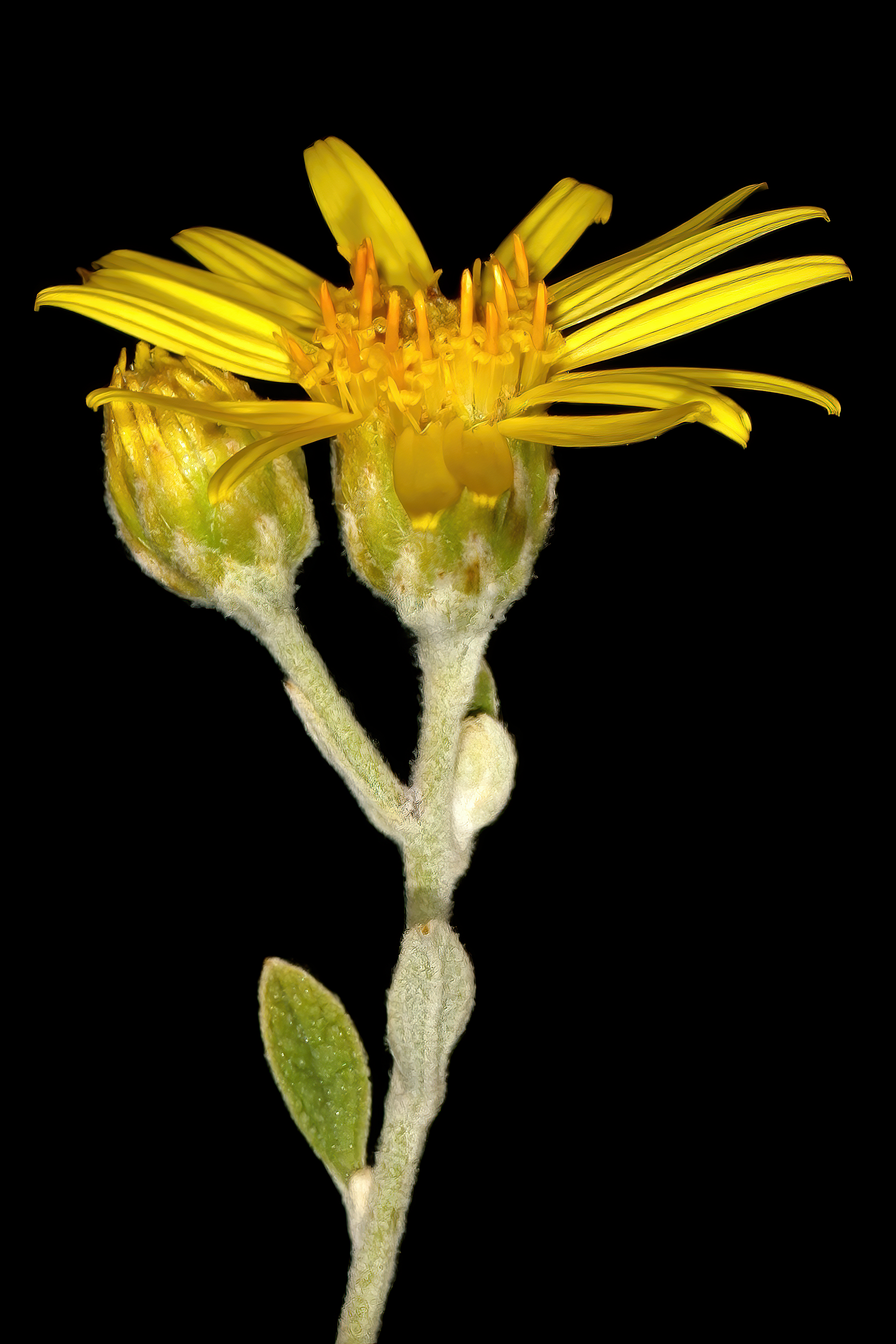
I fiori
Anisopappus junodii

Portamento. Il ciclo biologico di queste piante è annuale o perenne con un habitus tipicamente erbaceo.
Fusto. La parte aerea in genere è eretta, semplice o ramosa. 
Foglie. Le foglie lungo il caule sono disposte in modo alterno. Sono petiolate (con un picciolo evidente) o sub-sessili. La forma della lamina varia da lineare a ovato, qualche volta è sub-cordato; il contorno della lamina  può essere sia di tipo intero che pennatifida o anche pennata. Se la lamina è intera i bordi possono essere dentati o debolmente lobati.
Infiorescenza. Le sinflorescenze consistono in capolini terminali raggruppati a pannocchia (infiorescenza panicolata) o raramente in sub-ombrelliforme. Le infiorescenze vere e proprie sono composte da un capolino terminale peduncolato di tipo radiato o disciforme, normalmente con fiori eterogami (raramente omogami). I capolini sono formati da un involucro, con forme campanulate o emisferiche, composto da diverse brattee, al cui interno un ricettacolo fa da base ai fiori di due tipi: fiori del raggio e fiori del disco. Le brattee, piatte e a consistenza erbacea (scariose all'apice), sono disposte in modo più o meno embricato su più serie (da 1 a 4). Il ricettacolo è convesso, raramente conico, e normalmente con pagliette a protezione della base di fiori.
Fiori.  I fiori sono tetra-ciclici (formati cioè da 4 verticilli: calice – corolla – androceo – gineceo) e pentameri (calice e corolla formati da 5 elementi). Si distinguono in:
- fiori del raggio (esterni): sono femminili e sono disposti su una serie; la forma è ligulata (zigomorfa); a volte possono mancare o essere sterili oppure essere provvisti di androceo;
- fiori del disco (centrali): sono più numerosi con forme tubulose e sono ermafroditi, raramente solo funzionalmente maschili.

I fiori del disco  I fiori del raggio sono femminili, qualche volta con 
- Formula fiorale:

*/x K {\displaystyle \infty }, [C (5), A (5)], G 2 (infero), achenio 
- Calice: i sepali del calice sono ridotti ad una coroncina di squame.

- Corolla:

- fiori del raggio: la forma della corolla alla base è più o meno tubulosa-imbutiforme, mentre all'apice è ligulata; la ligula può terminare con alcuni denti; il colore è giallo;
- fiori del disco: la forma è tubulare bruscamente divaricata in 5 lobi; i lobi, patenti o eretti, hanno una forma deltata o più o meno lanceolata; il colore può essere giallo o giallo-oro

- Androceo: l'androceo è formato da 4-5 stami sorretti da filamenti generalmente liberi; gli stami sono connati e formano un manicotto circondante lo stilo; le teche (produttrici del polline) alla base sono troncate, possono essere speronate o hanno una coda ramificata; le appendici apicali delle antere hanno delle forme piatte e lanceolate; il tessuto endoteciale (rivestimento interno dell'antera) è quasi sempre polarizzato (con due superfici distinte: una verso l'esterno e una verso l'interno). Il polline è sferico con un diametro medio di circa 25 micron;  è tricolporato (con tre aperture sia di tipo a fessura che tipo isodiametrica o poro) ed è echinato (con punte sporgenti).

- Gineceo: l'ovario è infero uniloculare formato da 2 carpelli. Lo stilo (il recettore del polline) è profondamente bifido (con due stigmi divergenti) e con le linee stigmatiche marginali separate o contigue. I due bracci dello stilo hanno una forma da lanceolata a deltoide e possono essere papillosi o ricoperti da ciuffi di peli.

Frutti. I frutti sono degli acheni con pappo. La forma è sub-affusolata e strettamente obovata, con coste longitudinali ed epidermide senza cristalli. Il pappo è formato da piccole scaglie fuse alla base formanti una specie di tazza, oppure è assente.

## Biologia
Impollinazione: l'impollinazione avviene tramite insetti (impollinazione entomogama tramite farfalle diurne e notturne).

Riproduzione: la fecondazione avviene fondamentalmente tramite l'impollinazione dei fiori (vedi sopra).

Dispersione: i semi (gli acheni) cadendo a terra sono successivamente dispersi soprattutto da insetti tipo formiche (disseminazione mirmecoria). In questo tipo di piante avviene anche un altro tipo di dispersione: zoocoria. Infatti gli uncini delle brattee dell'involucro (se presenti) si agganciano ai peli degli animali di passaggio disperdendo così anche su lunghe distanze i semi della pianta. Inoltre per merito del pappo (se presente) il vento può trasportare i semi anche a distanza di alcuni chilometri (disseminazione anemocora).

## Distribuzione e habitat
L'habitat tipico delle piante di questa sottotribù è quello delle zone tropicali. Le specie di questo gruppo sono distribuire quasi tutte nell'Africa tropicale. Una sola specie (Anisopappus chinensis  Hooker e Arnott) si trova nell'Asia del sud-est (Cina).

## Sistematica
La famiglia di appartenenza di questa voce (Asteraceae o Compositae, nomen conservandum) probabilmente originaria del Sud America, è la più numerosa del mondo vegetale, comprende oltre 23.000 specie distribuite su 1.535 generi, oppure 22.750 specie e 1.530 generi secondo altre fonti (una delle checklist più aggiornata elenca fino a 1.679 generi). La famiglia attualmente (2021) è divisa in 16 sottofamiglie; la sottofamiglia Asteroideae è una di queste e rappresenta l'evoluzione più recente di tutta la famiglia.

### Filogenesi
Il gruppo di questa voce è descritto nella tribù Athroismeae, una delle 21 tribù della sottofamiglia Asteroideae). Da un punto di vista filogenetico, la tribù fa parte del supergruppo (o sottofamiglia) "Asteroideae grade"; l'altro è il supergruppo "Non-Asteroideae". All'interno del supergruppo è vicina alle tribù Senecioneae, Calenduleae, Gnaphalieae, Anthemideae e Astereae. Nell'ambito della tribù (composta da 5 sottotribù) la sottotribù di questa voce con la sottotribù Symphyllocarpinae forma un "gruppo fratello".
La costituzione di questa piccola sottotribù è molto recente: la prima pubblicazione della sua descrizione risale al 2005 in ”Phytologia; Designed to Expedite Botanical Publication. New York”. Il genere principale del gruppo (Anisopappus), all'interno delle Anisopappinae, ha ricevuto un robusto sostegno dalle analisi di tipo filogenetico del DNA (Eldenäs et al., Pl. Syst. Evol. 210: 159–170. 2005). Mentre il genere Cardosoa, inizialmente descritto come genere autonomo, in seguito, con la sua unica specie (Cardosoa athanasioides (Paiva & S.Ortiz) S.Ortiz & Paiva), è stato considerato sinonimo di Anisopappus. L'enigmatico genere Welwitschiella è stato incluso da Panero nel 2007 pur presentando solamente alcune superficiali somiglianze con il gruppo delle Anisopappinae. Recenti studi lo hanno trasferito nelle sottotribù Grangeinae.
I caratteri distintivi delle specie di questa sottotribù sono:
- i capolini sono del tipo radiato;
- il colore delle corolle è giallo;
- il ricettacolo in prevalenza ha le pagliette;
- gli acheni hanno un pappo.

Il numero cromosomico delle specie di questo gruppo è: 2n = 14 (genere Anisopappus).

### Composizione della sottotribù
La sottotribù Anisopappinae comprende 1 generi e 46 specie.
| Genere                         | N. specie | Distribuzione                     | Caratteri più significativi                                                            | Fiori |
| ------------------------------ | --------- | --------------------------------- | -------------------------------------------------------------------------------------- | ----- |
| Anisopappus Hook. & Arn., 1837 | 46        | Africa tropicale e Asia orientale | I capolini sono dl tipo radiato. - Il ricettacolo ha le pagliette (raramente è senza). |       |

In precedenti trattazioni in questa sottotribù erano descritti anche i generi Welwitschiella, con una unica specie Welwitschiella neriifolia O.Hoffm, 1893, ora inclusa nella tribù Astereae (Bellis lineage) e sottotribù Grangeinae. e il genere Cardosoa con la sola specie Cardosoa athanasioides (Paiva & S.Ortiz) S.Ortiz & Paiva ora considerata sinonimo di Anisopappus athanasioides Paiva & S.Ortiz.